# Łazarz Dal
Łazarz Dal (ur. 1875 w Żytomierzu, zm. po 1939) – działacz żydowski, senator BBWR w okresie II RP (II kadencji), wybrany w województwie wołyńskim, pochodził z Łucka na Wołyniu.

## Życiorys
Ukończył gimnazjum Żytomierzu. Po złożeniu egzaminu farmaceutycznego przy akademii wojskowej w Petersburgu wstąpił na wydział farmaceutyczny uniwersytetu w Kijowie, który ukończył w 1900. W 1905 otrzymał koncesję na aptekę w Łucku, którą prowadził do 1939. Był także prezesem gminy wyznaniowej w Łucku i radnym miejskim. Sprawował funkcję prezesa Banku Kupieckiego, był członkiem Rady Naczelnej Centrali Związku Kupców w Polsce i prezesem Związku Obrony Kupców na Wołyniu. Działał także w latach 1929–1939 w Lublinie jako Radca tamtejszej Izby Przemysłowo-Handlowej, był członkiem Komitetu Organizacyjnego Izby w 1928. Wiceprezes Izby w latach 1929–1934. Przyczynił się do otworzenia Giełdy Zbożowo-Towarowej w Równem. Postulował założenie na Wołyniu ekspozytury lubelskiej Izby Przemysłowo-Handlowej, do czego jednak przed wybuchem wojny nie doszło. Był zwolennikiem współpracy wołyńskich Żydów z władzami polskimi i wojewodą Henrykiem Józewskim. Prawdopodobnie zaginął po 17 września 1939.
Mandat senatorski utracił 17 lutego 1930 na mocy orzeczenia Sądu Najwyższego o unieważnieniu wyborów do Senatu w województwie wołyńskim. O jego działalności parlamentarnej wiadomo niewiele oprócz tego, że ani razu nie zabrał głosu podczas plenarnego posiedzenia Senatu.